# Botkyrka kommun
Botkyrka kommun (uttal (fil)), är en kommun i Stockholms län. Centralort är Tumba. Kommunen är belägen på Södertörn i Södermanland med sjön Mälaren i norr och Östersjön (Mörkarfjärden, Himmerfjärden och Järnafjärden) i sydväst. Botkyrka kommun gränsar i norr till Ekerö kommun, i nordöst till Huddinge kommun, i sydöst till Haninge kommun, i söder till Nynäshamns kommun och i väster till Södertälje kommun och Salems kommun, alla i Stockholms län.
En majoritet av den yrkesverksamma befolkningen arbetar utanför kommunen men av dagbefolkningen är en stor andel  sysselsatta inom offentliga sektorn. 
Sedan kommunen bildades på 1970-talet har andelen invånare stigit kraftigt, med en ökning på omkring 65 procent mellan åren 1975 och 2020. Under de första mandatperioderna på 2010-talet styrde de rödgröna men sen valet 2018 har kommunen styrts av olika typer av regnbågskoalitioner.

## Administrativ historik
Kommunens område motsvarar socknarna Botkyrka och  Grödinge. I dessa socknar bildades vid kommunreformen 1862 landskommuner med motsvarande namn.
28 oktober 1904 inrättades Tumba municipalsamhälle som upplöstes vid utgången av 1956. 
Kommunreformen 1952 påverkade inte indelningarna inom området.
Botkyrka kommun bildades vid kommunreformen 1971 av landskommunerna Botkyrka och Grödinge. 1974 införlivades Salems kommun som 1983 utbröts för att åter bli en egen kommun.
Tabellen nedan visar kommunsammanslagningarna till nuvarande Botkyrka kommun från 1863 och framåt.
| härad     | socken      | landskommun | "storkommun" | enhetskommun | enhetskommun | enhetskommun |
| Svartlösa | Botkyrka sn | Botkyrka ln |              |              | Botkyrka kn  |              |
| Svartlösa | Grödinge sn | Grödinge ln |              |              | Botkyrka kn  |              |
| Svartlösa | Salems sn   | Salems ln   |              | Salems kn    | Botkyrka kn  | Salems kn    |

Kommunen ingick från bildandet till 1 april 2007 i Huddinge tingsrätts domsaga (som fram till 1977 hette Svartlösa tingsrätts domsaga) och ingår sen dess i Södertörns tingsrätts domsaga.
Kommunen ingår sedan 2010 i Förvaltningsområdet för finska. 

## Geografi
Botkyrka  ligger på ön  Södertörn i landskapet Södermanland och gränsar till kommunerna Huddinge, Södertälje, Salem, Haninge, Nynäshamn samt Ekerö via Vårbyfjärden. I norr gränsar kommunen till Mälaren via Slagstafjärden och Fittjaviken. 

### Topografi och hydrografi
Två sydliga utlöpare av Mälaren, Albysjön och Tullingesjön finns och den förstnämnda ligger på gränsen till Huddinge kommun medan den andra ligger utanför Tullinge. Norra kommundelen domineras till stor del av bebyggda områden, medan den södra delen består av mycket skog och äng. Längst i söder tar kommunen även del av havet genom Grödingeviken, en del av Östersjön.
Bland sjöar återfinns Albysjön, Sjön Aspen, Bornsjön, Tullingesjön och Uttran.

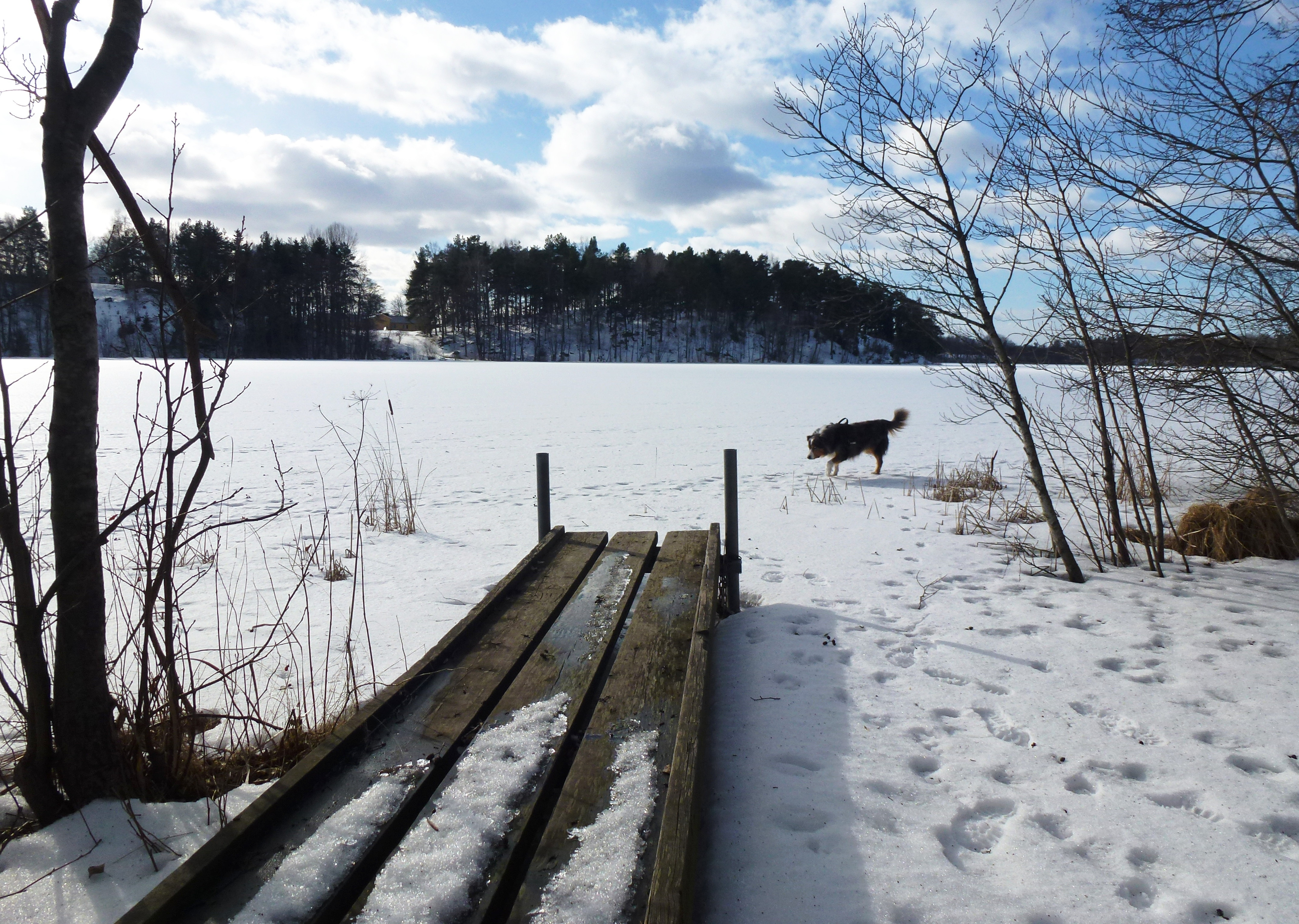
Sjön Aspen

### Naturskydd
År 2022 fanns det 12 naturreservat i kommunen. Ensta ö är ett kommunalt reservat bestående av ön med samma namn i  i sjön Uttran samt en del av fastlandet öster om ön. I reservatet finns äldre barr- och blandskogar. Östra Bröta är liksom Ensta ö ett kommunalt reservat med gammal skog. "Stockholms läns största åsgrop med ett djup av hela 31 meter" hittas i Pålamalms naturreservat. I reservatet växer kammossa, husmossa och blåbär.

### Administrativ indelning
Fram till 2016 var kommunen för befolkningsrapportering indelad i Botkyrka församling och Grödinge församling.

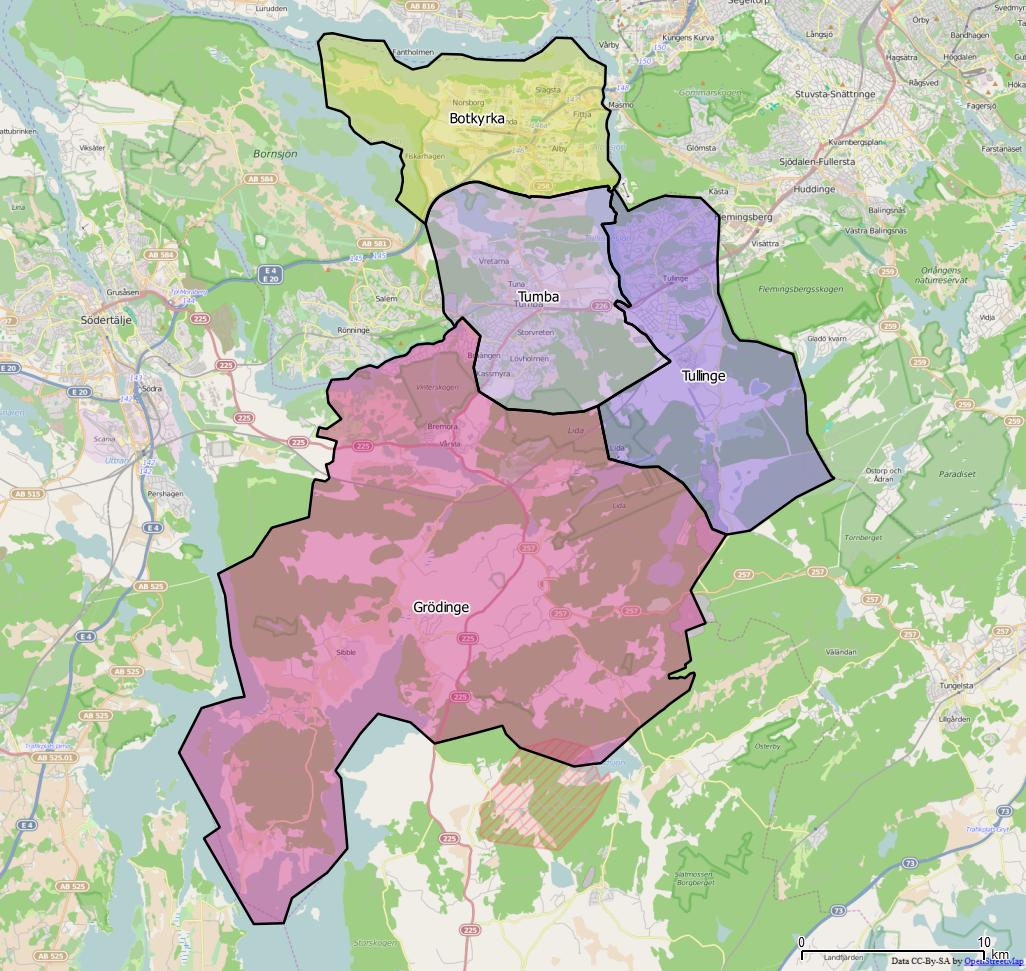
Distrikt inom Botkyrka kommun

Från 2016 indelas kommunen istället i fyra distrikt – Botkyrka, Grödinge, Tullinge och Tumba.
Kommunen använder sig istället av indelningen kommundelar – Alby, Fittja, Hallunda-Norsborg, Tullinge och Tumba-Grödinge.

### Tätorter
I kommunen finns tätorterna Norra Riksten, Sibble. Orterna Alby, Fittja, Hallunda-Norsborg, Tullinge är en del av tätorten Stockholm. Tumba är en kommungränsöverskridande tätort som även sträcker sig in i Salems kommun.
| Nr | Tätort                                    | Folkmängd |
| -- | ----------------------------------------- | --------- |
| 1  | Norra Botkyrka (del av Stockholms tätort) | 38 129    |
| 2  | Tumba (enbart inom Botkyrka kommun)       | 29 234    |
| 3  | Tullinge (del av Stockholms tätort)       | 18 538    |
| 4  | Norra Riksten                             | 2 870     |
| 5  | Sibble                                    | 343       |
| 6  | Kagghamra tomtområde                      | 286       |

Centralorten är i fet stil.

### Postadress
Inom kommunen finns följande postorter:
- Grödinge (postnummer i serien 147 70/71 och 147 91/92) Ett mindre antal adresser finns gränsnära i Haninge och Nynäshamns kommuner
- Norsborg (postnummer i serien 145 XX) Omfattar Norra Botkyrka. Ett fåtal gränsnära i Salems kommun
- Tullinge (postnummer i serien 146 XX) Omfattar huvudsakligen kommundelen Tullinge. Enstaka adresser gränsnära i Haninge kommun (Dammbro)
- Tumba (postnummer i serien 147 xx) Omfattar huvuddelen av centralorten med omnejd
- Uttran (postnummer 147 60 - 147 63) Omfattar del av Tumba

## Styre och politik

### Styre
De rödgröna styrde kommunen efter valet 2010 och behöll därefter makten efter valet 2014. Efter valet 2018 tog en regnbågskoalition bestående av Socialdemokraterna, Kristdemokraterna, Miljöpartiet, Liberalerna och Centerpartiet över makten. Från den 28 augusti 2023 styrdes Botkyrka av fyra partier bestående av Socialdemokraterna, Kristdemokraterna, Miljöpartiet och Liberalerna. 6 november på ett extrasammankallat kommunfullmäktige tog Moderaterna, Tullingepartiet, Centerpartiet, Kristdemokraterna, med hjälp av partilösa vildar (tidigare socialdemokrater), över styret av kommun. De partilösa vildarna har flera tunga uppdrag i det nya styret.

### Kommunfullmäktige

#### Presidium
| Presidium 2022–2026    | Presidium 2022–2026 | Presidium 2022–2026 |
| ---------------------- | ------------------- | ------------------- |
| Ordförande             | Ob.                 | Marcus Ekman        |
| Förste vice ordförande | M                   | Jimmy Baker         |
| Andre vice ordförande  | S                   | Inger Ros           |

#### Mandatfördelning 1970–2022
| 2 | 24 | 6 | 11 | 6 |

| 39 | 10 |

| 4 | 25 | 14 | 8 | 10 |

| 46 | 15 |

| 4 | 29 | 10 | 8 | 10 |

| 43 | 18 |

| 5 | 28 | 7 | 7 | 14 |

| 34 | 27 |

| 5 | 32 |  | 5 | 3 | 15 |

| 33 | 28 |

| 5 | 27 |  | 3 |  | 7 | 15 |

| 33 | 28 |

| 5 | 25 | 4 | 7 | 4 | 6 | 10 |

| 35 | 26 |

| 3 | 23 | 3 |  | 3 | 3 | 7 |  | 15 |

| 34 | 27 |

| 5 | 30 | 3 | 4 |  | 4 |  | 13 |

| 33 | 28 |

| 7 | 25 | 3 | 5 | 3 | 4 | 14 |

| 35 | 26 |

| 6 | 28 | 3 | 3 | 8 | 4 | 9 |

| 33 | 28 |

| 5 | 25 | 3 | 3 |  |  | 4 | 4 | 15 |

| 33 | 28 |

| 4 | 24 | 4 | 3 |  | 6 | 3 |  | 13 |

| 37 | 24 |

| 5 | 23 | 7 | 5 | 5 |  |  | 3 | 10 |

| 34 | 27 |

| 7 | 23 | 4 | 9 | 9 |  |  | 6 | 12 |

| 45 | 30 |

| 8 | 24 |  |  | 9 | 9 |  |  | 6 | 10 |

| 42 | 33 |

### Nämnder

#### Kommunstyrelse
| Presidium 2022–2026    | Presidium 2022–2026 | Presidium 2022–2026  |
| ---------------------- | ------------------- | -------------------- |
| Ordförande             | M                   | Stina Lundgren       |
| Förste vice ordförande | Ob.                 | Marcus Ekman         |
| Andre vice ordförande  | S                   | Emanuel Ksiazkiewicz |

#### Övriga nämnder
Dessutom finns den kommungemensamma Södertörns överförmyndarnämnd samt Tullinge kommundelsnämnd. Den sistnämnda är en typ av nämnd som testas under 2025–2026.
| Nämnd                                       | Ordförande | Ordförande       | Vice ordförande | Vice ordförande                | Andre vice ordförande | Andre vice ordförande |
| ------------------------------------------- | ---------- | ---------------- | --------------- | ------------------------------ | --------------------- | --------------------- |
| Arbetsmarknads- och vuxenutbildningsnämnden | C          | Dag Alse         | Ob.             | Christian Khouri               | S                     | Teodora Josimovic     |
| Kultur- och fritidsnämnden                  | Ob.        | Robert Aslan     | TUP             | Therese Lind                   | S                     | Mattias Lindgren      |
| Miljö- och hälsoskyddsnämnden               | C          | Camilla Eriksson | Ob.             | Birgitta Mörk                  | MP                    | Nicklas Gladh         |
| Samhällsbyggnadsnämnden                     | KD         | Yusuf Aydin      | M               | Boban Pejcic                   | S                     | Gabriel Melki         |
| Socialnämnden                               | TUP        | Carl Widercrantz | M               | Albin Persson                  | L                     | Ing-Marie Viklund     |
| Teknik- och fastighetsnämnden               | KD         | Stefan Dayne     | TUP             | Per Börjel                     | S                     | Thomas Bergqvist      |
| Tullinge kommundelsnämnd                    | TUP        | Anders Thorén    | M               | Kia Hjelte                     | S                     | Ewa Ellis             |
| Utbildningsnämnden                          | M          | Willy Viitala    | KD              | Aday Bethkinne                 | S                     | Yasemin Ergül         |
| Valnämnden                                  | TUP        | Camilla Jägemalm | S               | Robert Nuse                    |                       |                       |
| Vård- och omsorgsnämnden                    | M          | Kia Hjelte       | KD              | Leena-Karie Zetterlund Nilsson | S                     | Tuva Malmborg Lund    |

Källa:

### Vänorter
- Bröndby, Danmark
- Alytus, Litauen
- Stange, Norge

## Ekonomi och infrastruktur

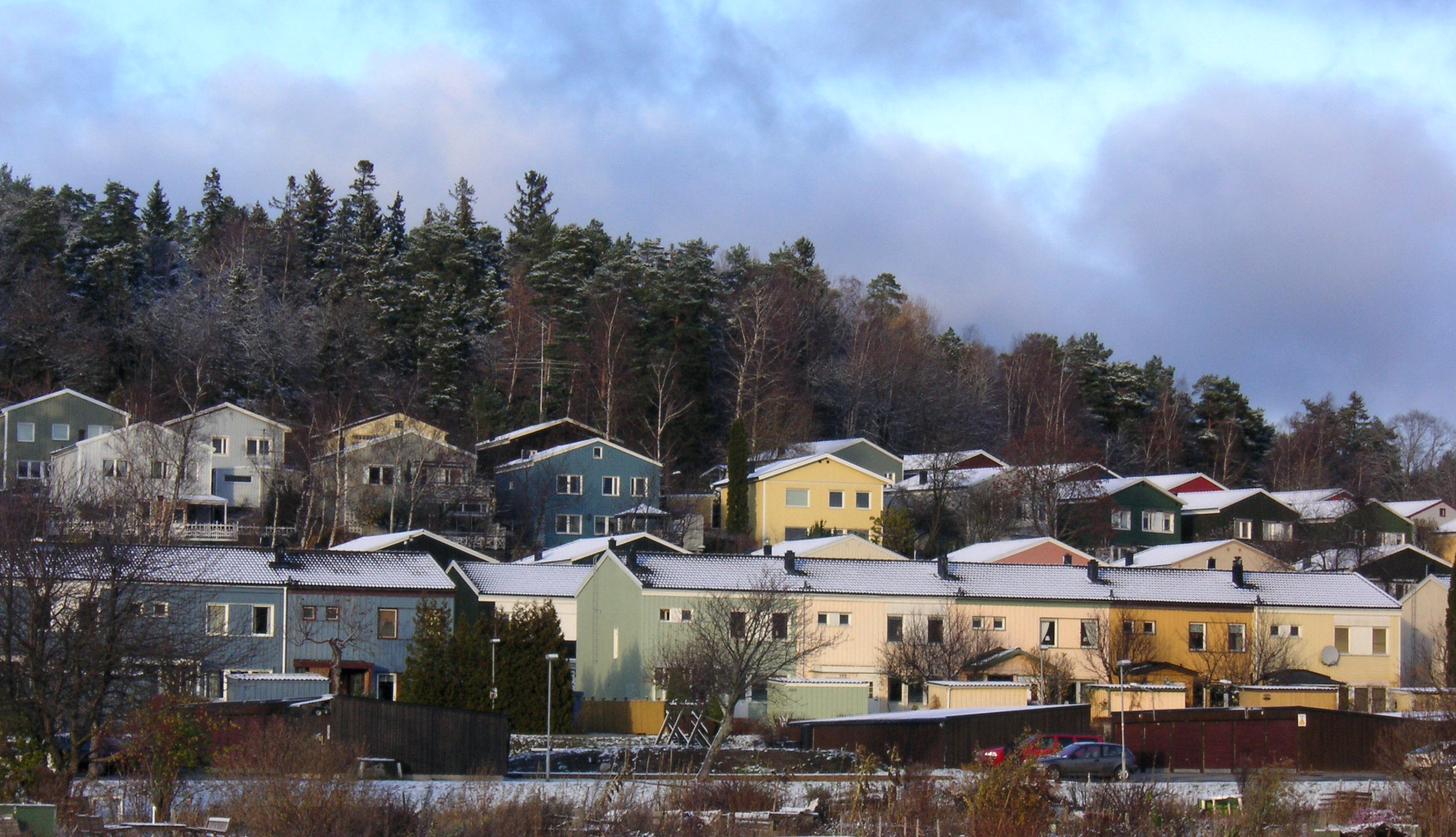
Slagsta villasamhälle
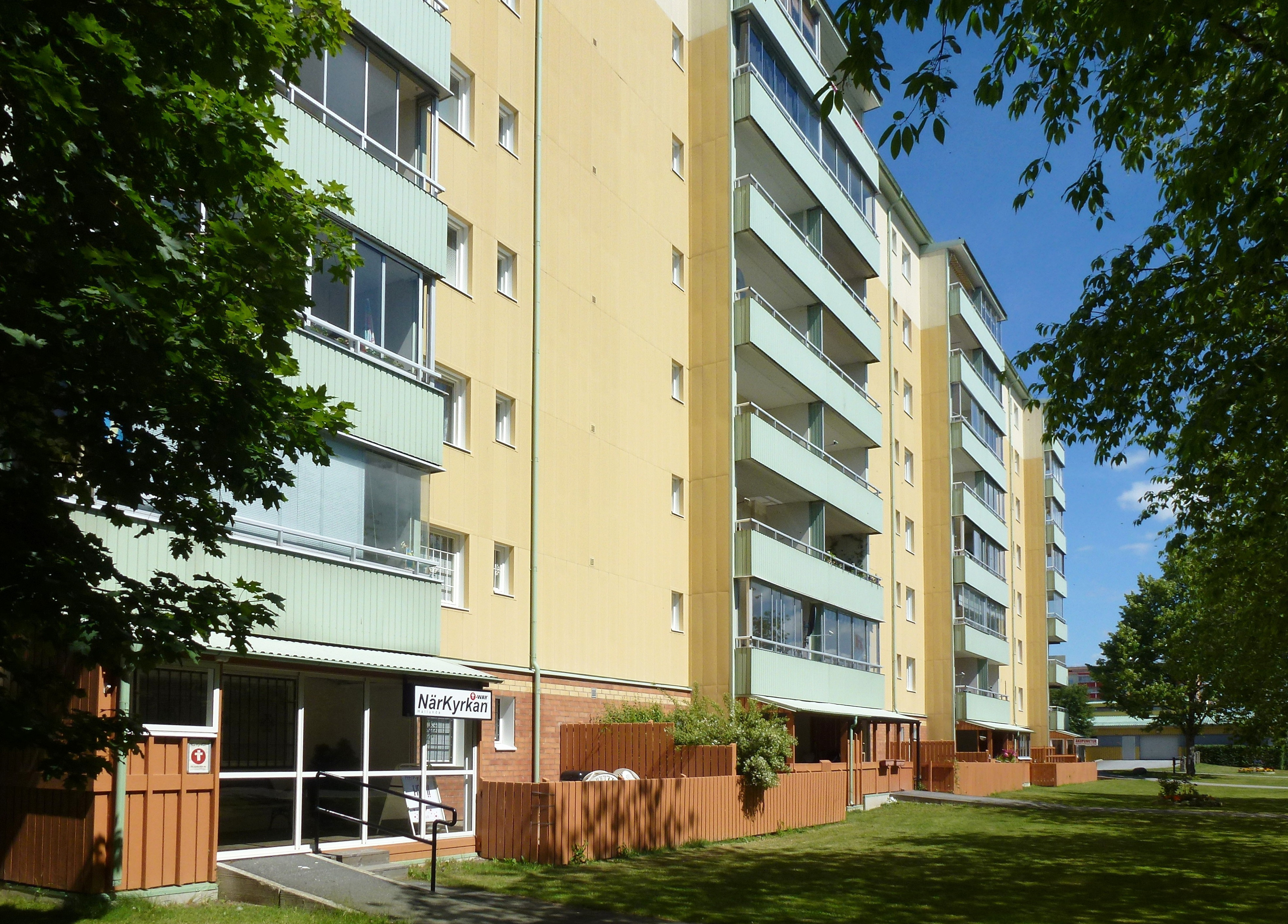
Hallundas miljonprogram (höghus)
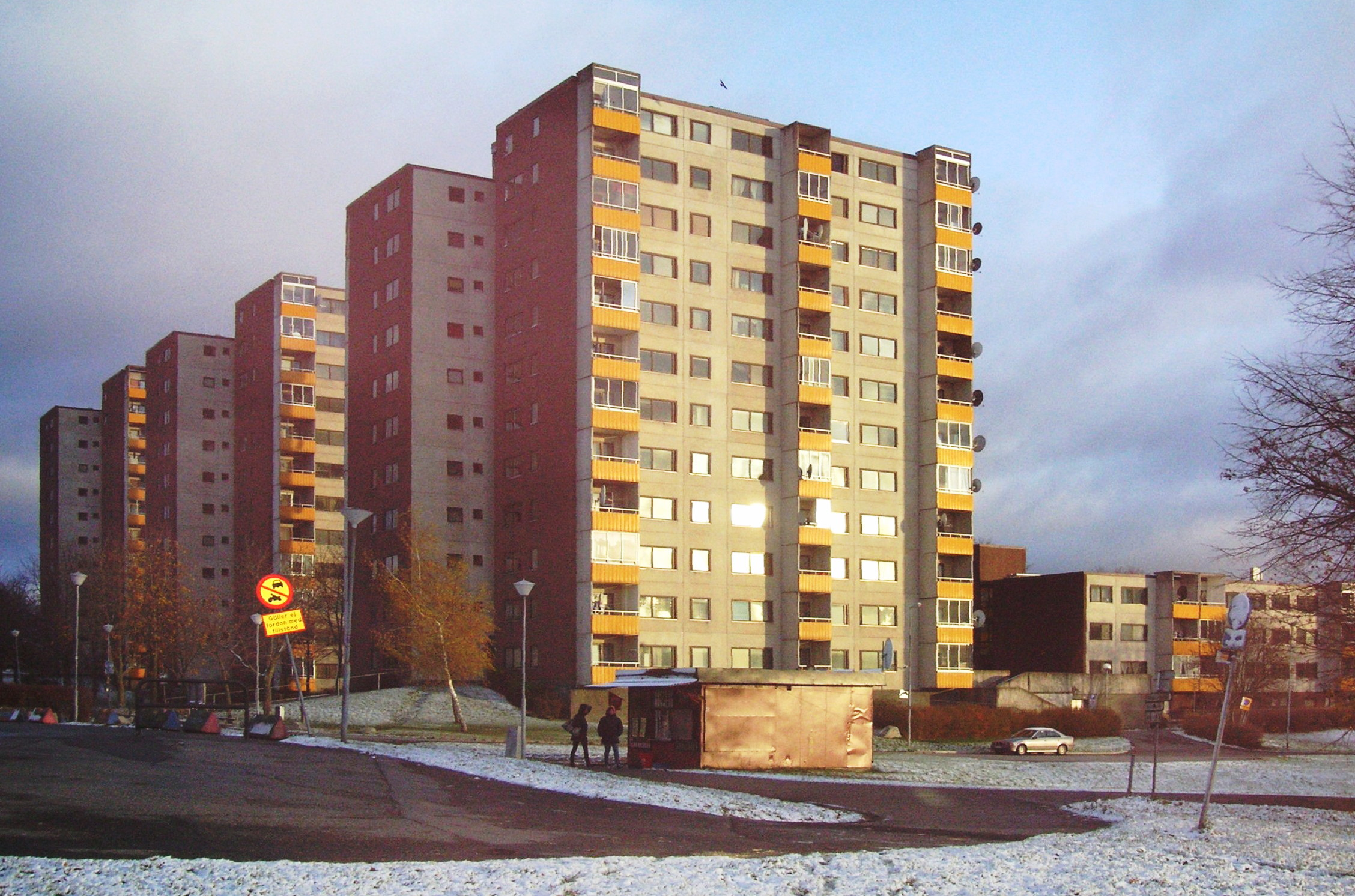
Fittjas miljonprogram (höghus)
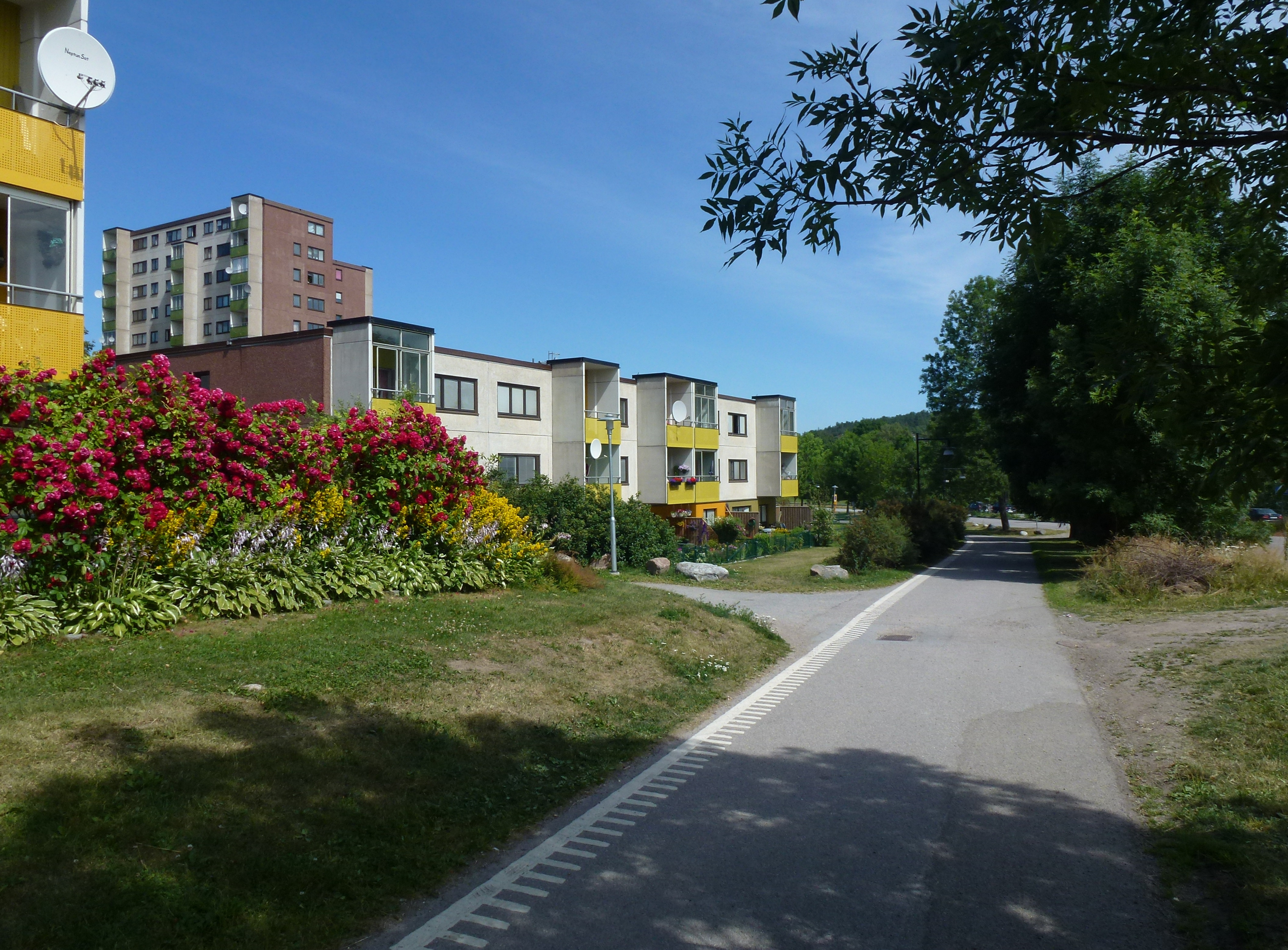
Fittjas miljonprogram (låghus)

### Näringsliv
Arbetslivet var i början av 2020-talet tydligt präglat av Botkyrkas roll som förortskommun då nästan 70 procent av de boende hade arbeten utanför kommunen och då främst i Stockholm. Samtidigt var andelen som pendlar till Botkyrka stor, omkring 30 procent av alla arbetstillfällen i kommunen hölls av inpendlare. Omkring 90 procent av företagen i kommunen var småföretag. Omkring 40 procent av den yrkesverksamma dagbefolkningen arbetade inom den offentliga sektorn och knappt en tiondel var sysselsatta inom tillverkningsindustrin. Bland större företag inom tillverkningsindustrin märks DeLaval International AB och Alfa Laval AB. Andra viktiga näringsgrenar var handel, kommunikation samt finansiell verksamhet.

### Infrastruktur

#### Transporter
Norra delen av kommunen genomkorsas från nordöst mot sydväst av E4 och E20. Vid Alby avtar länsväg 258 söderut som vid Tumba har anslutning till länsväg 226 österut och slutar vid Vårsta där länsväg 225 ansluter från väster och tar av mot söder. Länsväg 257 tar av från 225:an österut.
Norra delen av kommunen genomkorsas av Västra stambanan som trafikeras av Stockholms pendeltåg med stationer vid Tullinge och Tumba. Även Stockholms tunnelbana sträcker sig genom norra delen av kommunen med stationer vid Fittja, Alby, Hallunda och Norsborg som är slutstation på röda linjen.

## Befolkning

### Demografi

#### Befolkningsutveckling
Kommunen har 95 981 invånare (31 mars 2025), vilket placerar den på 24:e plats avseende folkmängd bland Sveriges kommuner.
| Befolkningsutvecklingen i Botkyrka kommun 1970–2020 | Befolkningsutvecklingen i Botkyrka kommun 1970–2020 | Befolkningsutvecklingen i Botkyrka kommun 1970–2020 | Befolkningsutvecklingen i Botkyrka kommun 1970–2020 | Befolkningsutvecklingen i Botkyrka kommun 1970–2020 |
| --------------------------------------------------- | --------------------------------------------------- | --------------------------------------------------- | --------------------------------------------------- | --------------------------------------------------- |
|                                                     |                                                     |                                                     |                                                     |                                                     |
| År                                                  |                                                     |                                                     | Folkmängd                                           |                                                     |
| 1970                                                | 1970                                                |                                                     | 26 673                                              |                                                     |
| 1975                                                | 1975                                                |                                                     | 57 286                                              |                                                     |
| 1980                                                | 1980                                                |                                                     | 65 218                                              |                                                     |
| 1985                                                | 1985                                                |                                                     | 66 326                                              |                                                     |
| 1990                                                | 1990                                                |                                                     | 68 542                                              |                                                     |
| 1995                                                | 1995                                                |                                                     | 69 500                                              |                                                     |
| 2000                                                | 2000                                                |                                                     | 73 097                                              |                                                     |
| 2005                                                | 2005                                                |                                                     | 76 592                                              |                                                     |
| 2010                                                | 2010                                                |                                                     | 82 608                                              |                                                     |
| 2015                                                | 2015                                                |                                                     | 89 425                                              |                                                     |
| 2020                                                | 2020                                                |                                                     | 94 847                                              |                                                     |

#### Utländsk bakgrund

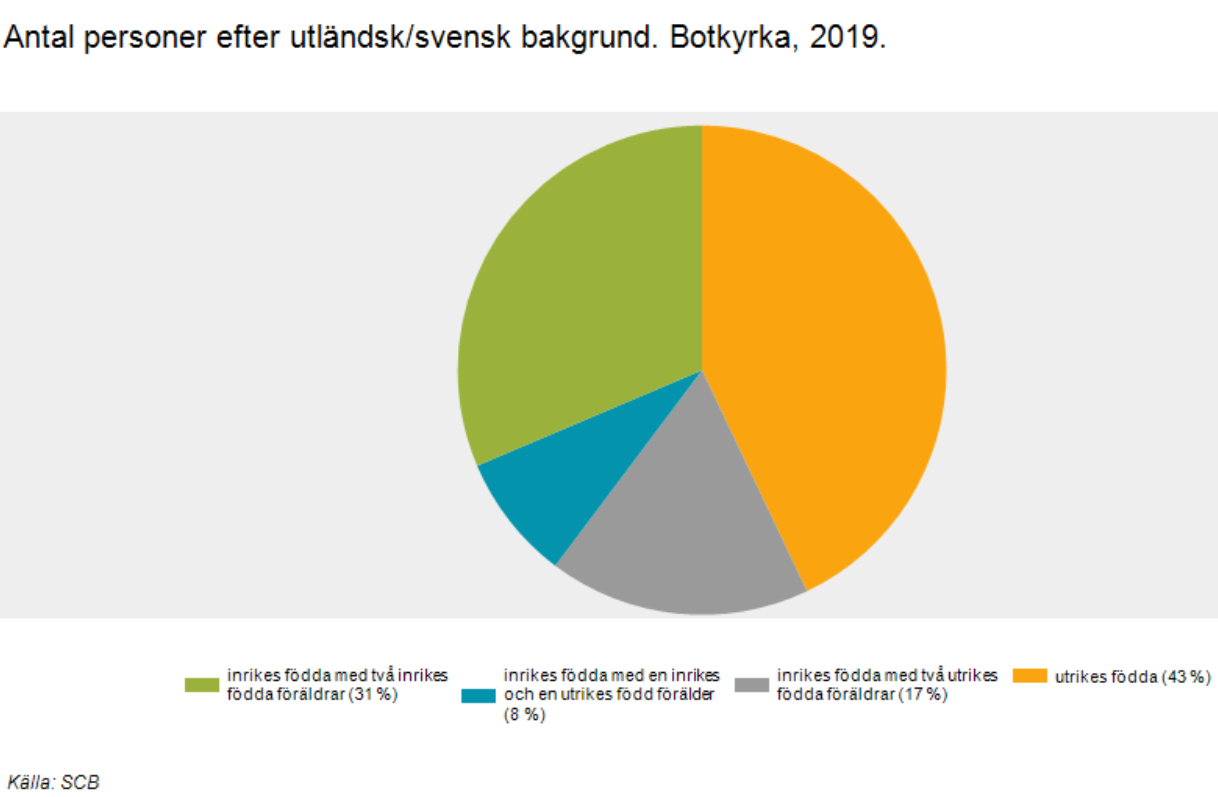
Andel personer efter utländsk/svensk bakgrund i Botkyrka kommun 2019. Botkyrka är en av de svenska kommunerna vars befolkning har allra högst andel med utländsk bakgrund.

Den 31 december 2022 utgjorde antalet invånare med utländsk bakgrund (utrikes födda personer samt inrikes födda med två utrikes födda föräldrar) 58 784, eller 61,63 % av befolkningen (hela befolkningen: 95 383 den 31 december 2022). Den 31 december 2002 utgjorde antalet invånare med utländsk bakgrund enligt samma definition 35 384, eller 47,04 % av befolkningen (hela befolkningen: 75 216 den 31 december 2002).
| Bakgrund den 31 december 2022                             | Antal  | Andel (%) | Varav män | Kvinnor |
| --------------------------------------------------------- | ------ | --------- | --------- | ------- |
| Utrikes födda                                             | 41 643 | 43,66     | 21 601    | 20 042  |
| Inrikes födda med två utrikes födda föräldrar             | 17 141 | 17,97     | 8 728     | 8 413   |
| Inrikes födda med en inrikes och en utrikes född förälder | 8 027  | 8,42      | 4 209     | 3 818   |
| Inrikes födda med två inrikes födda föräldrar             | 28 572 | 29,96     | 14 414    | 14 158  |

#### Invånare efter de vanligaste födelseländerna
Följande länder är de 10 vanligaste födelseländerna för befolkningen i Botkyrka kommun.
| Födelseland 31 december 2021 | Födelseland 31 december 2021 | Födelseland 31 december 2021 | Födelseland 31 december 2021 | Födelseland 31 december 2021 |
| ---------------------------- | ---------------------------- | ---------------------------- | ---------------------------- | ---------------------------- |
| Nr                           | Land                         | Antal                        | Andel                        | Andel i hela riket           |
| 1                            | Sverige                      | 53 985                       | 56,64 %                      | 80,00 %                      |
| 2                            | Turkiet                      | 4 957                        | 5,20 %                       | 0,52 %                       |
| 3                            | Irak                         | 3 864                        | 4,05 %                       | 1,40 %                       |
| 4                            | Syrien                       | 2 757                        | 2,89 %                       | 1,88 %                       |
| 5                            | Polen                        | 2 685                        | 2,82 %                       | 0,91 %                       |
| 6                            | Finland                      | 2 291                        | 2,40 %                       | 1,31 %                       |
| 7                            | Pakistan                     | 1 474                        | 1,55 %                       | 0,23 %                       |
| 8                            | Chile                        | 1 148                        | 1,20 %                       | 0,27 %                       |
| 9                            | Bangladesh                   | 1 079                        | 1,13 %                       | 0,12 %                       |
| 10                           | Etiopien                     | 960                          | 1,01 %                       | 0,22 %                       |

### Sociala förhållanden
Delar av orterna Alby, Fittja och Hallunda/Norsborg klassades av 2021 som särskilt utsatta områden av polisen och delar av området Storvreten i Tumba klassades som utsatt område.

## Kultur

### Kulturarv
Botkyrka har tre kulturspår, dessa finns i Hallunda, Fittja och Norsborg. Längs Hallunda kulturstig finns fornlämningar från bronsåldern och framåt. Längs stigen visas en av Stockholms största hällristningar, Slagstaristningen, men också Slagsta gård byggd under forntiden. Även 1700-talsbyggnaden Hallunda gård med dess 160 järnåldersgravar och byggnadsminnet Norborgs vattenverk finns längs stigen.
En annan fornlämning är Botkyrkamonumentet, en gravsten från 1100-talet. Originalet finns numera på Historiska museet, men en replika finns utanför Botkyrka kyrka. 
Nässkansen är en skans belägen i Grödinge distrikt. Den är av Erik Dahlbergstyp och klassad som fornlämning.

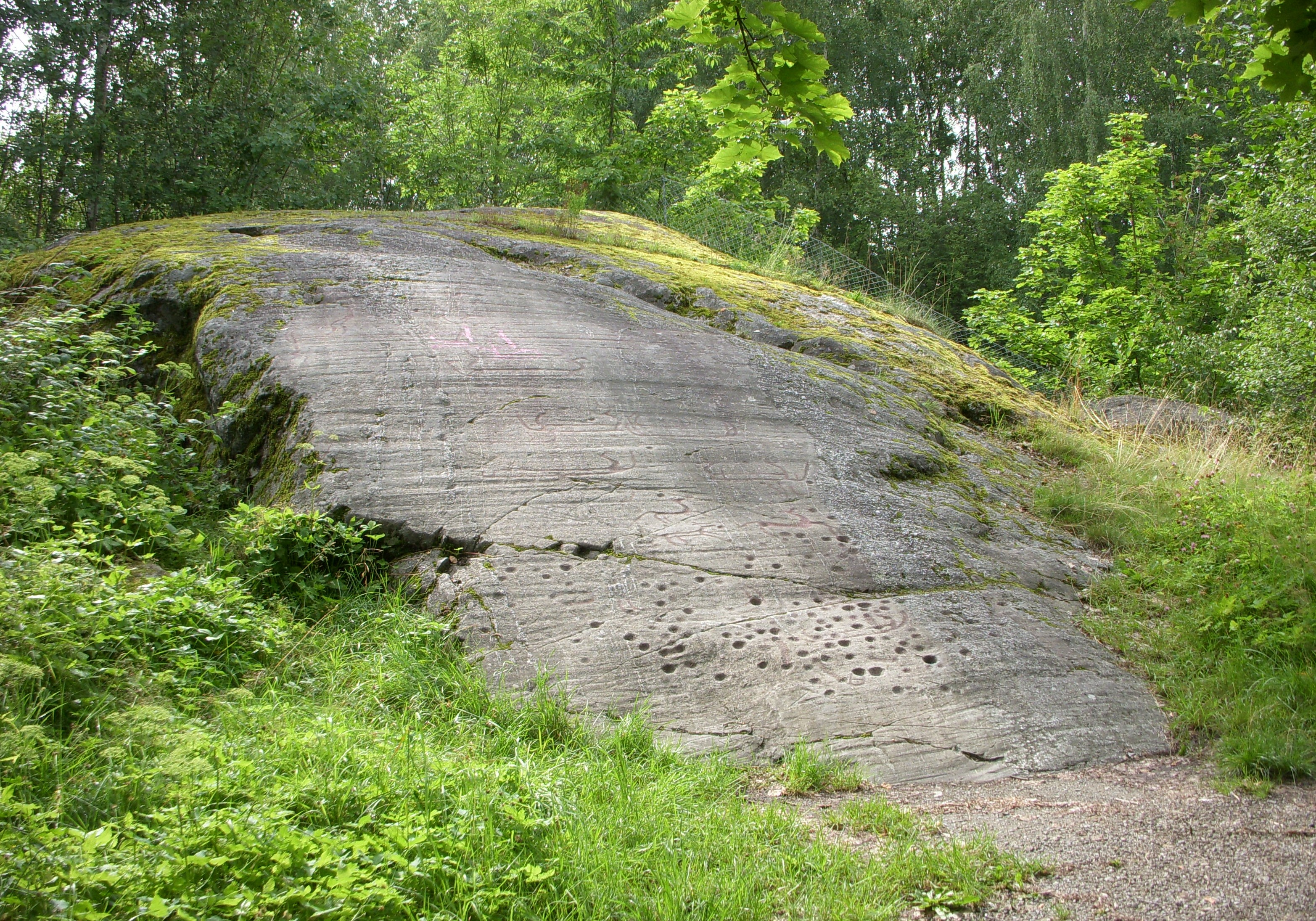
Slagsta hällristning
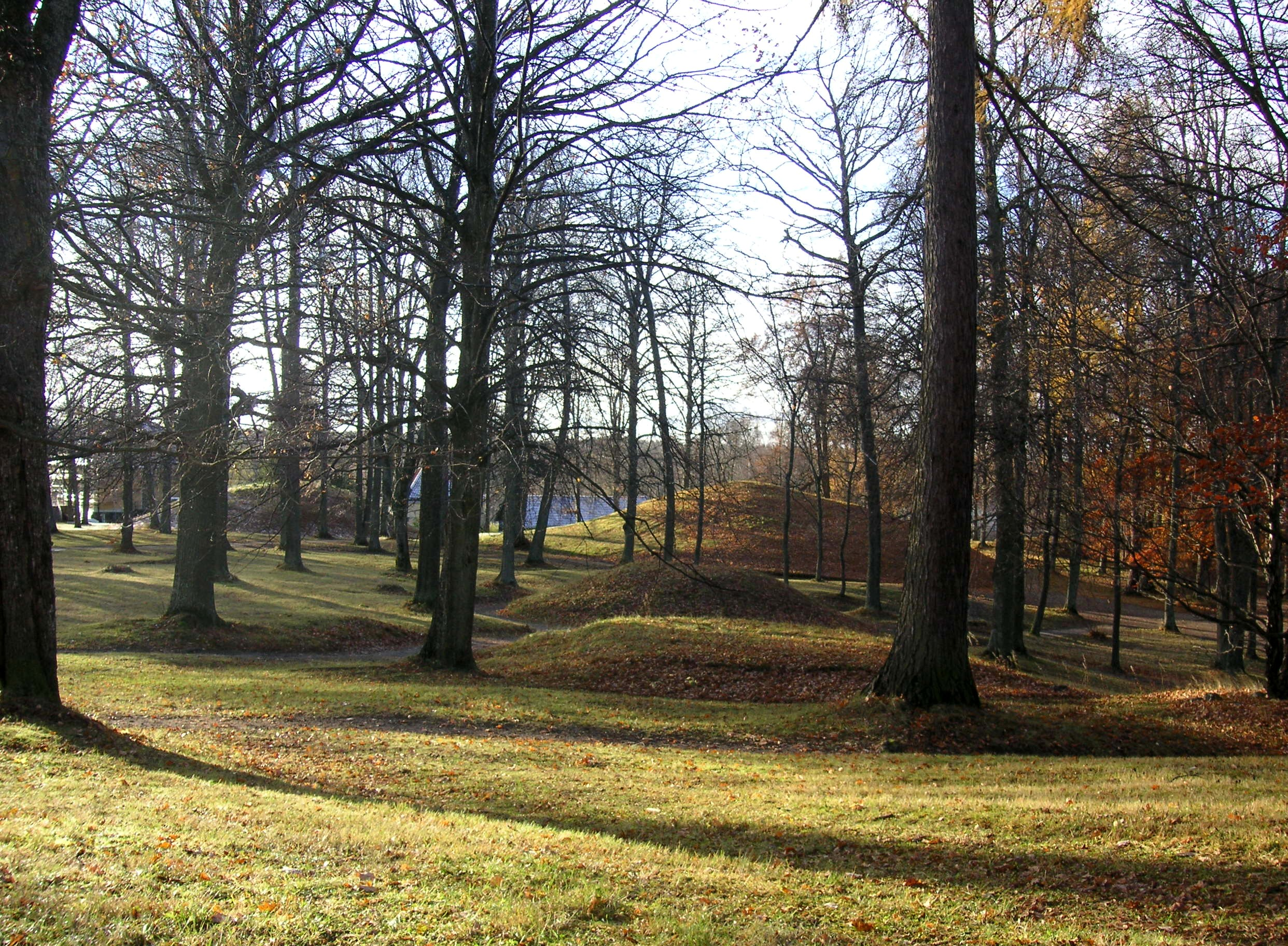
Hundhamras gravfält
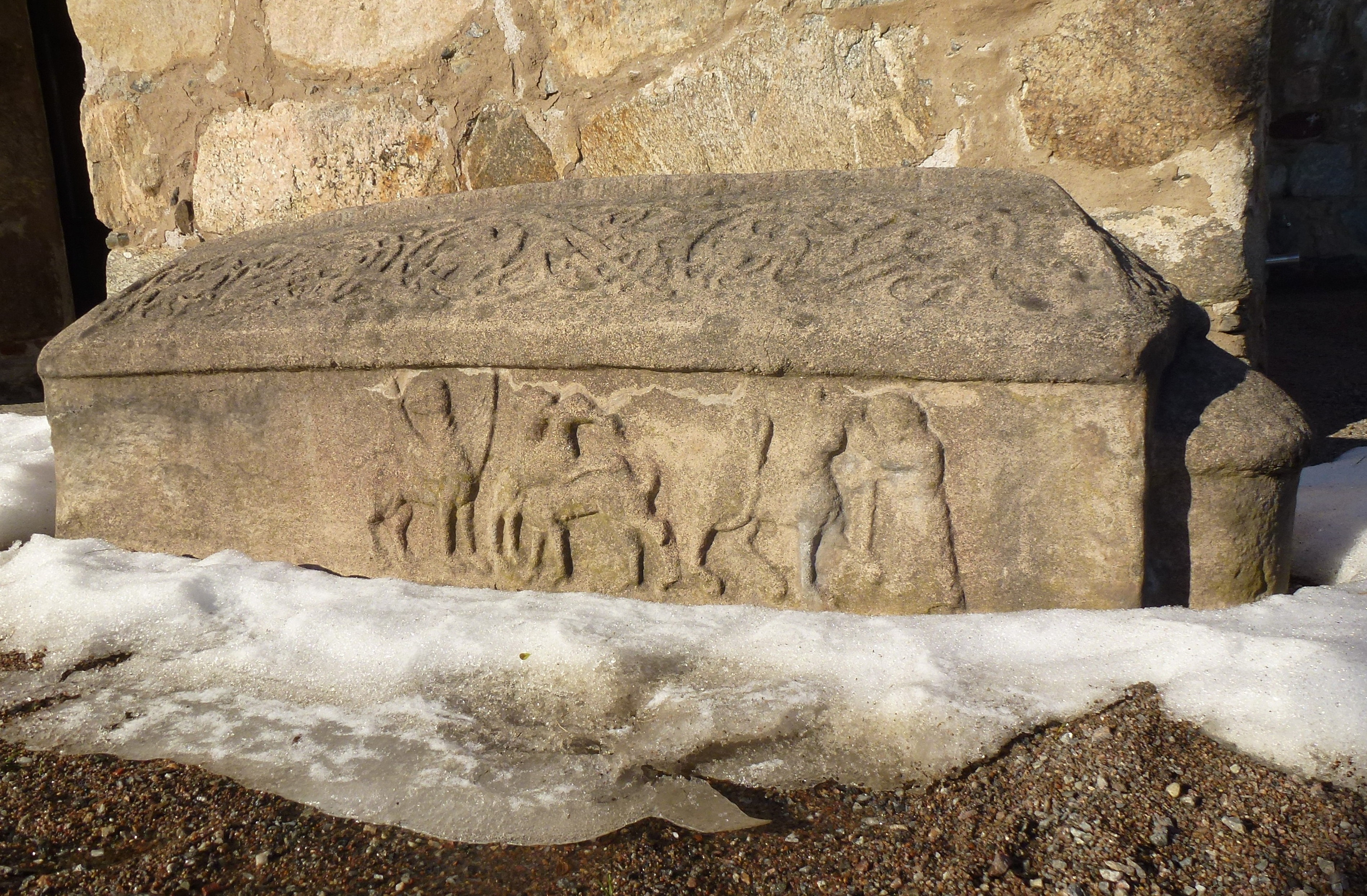
Botkyrkamonumentet
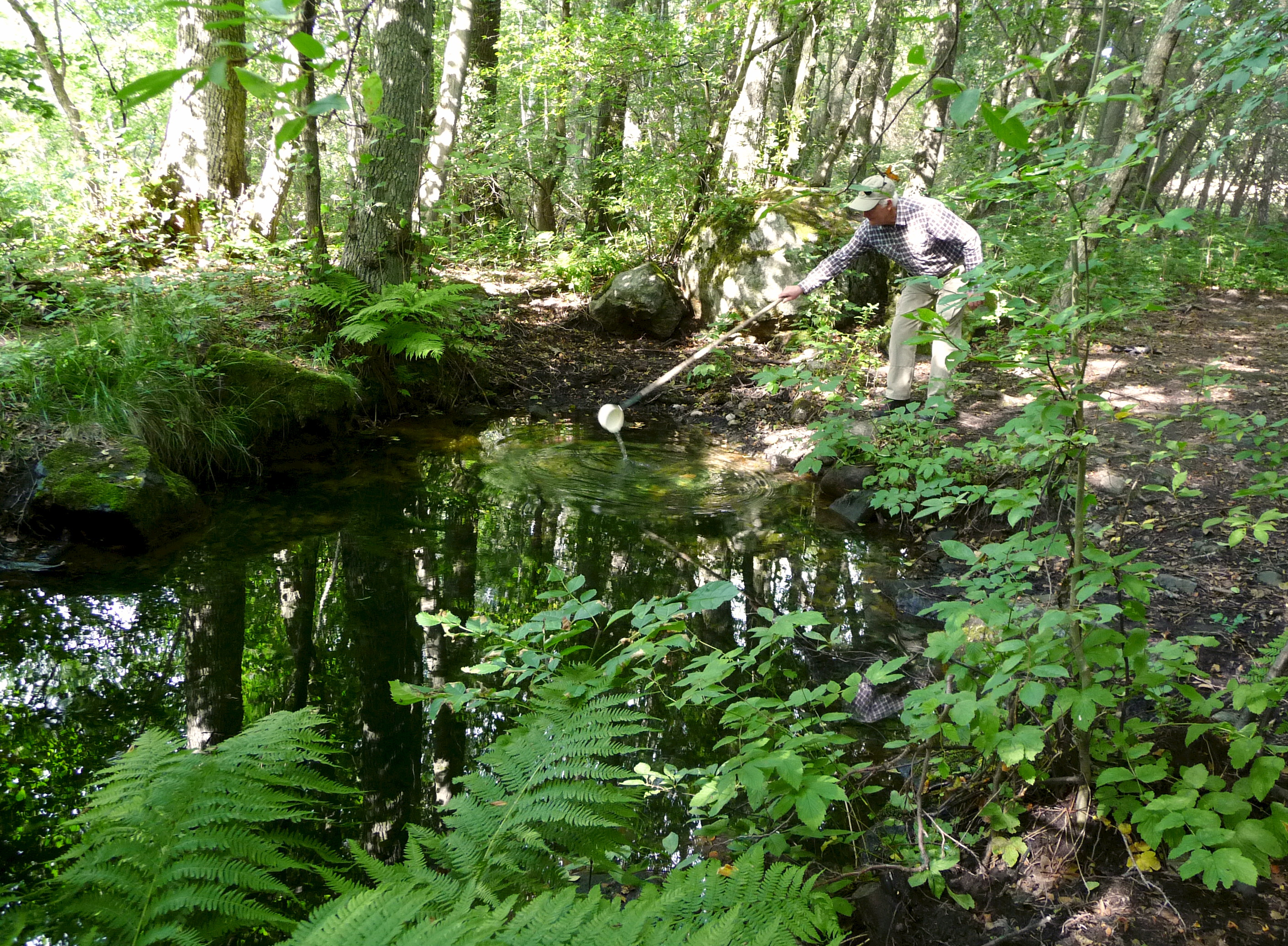
Sankt Botvids källa
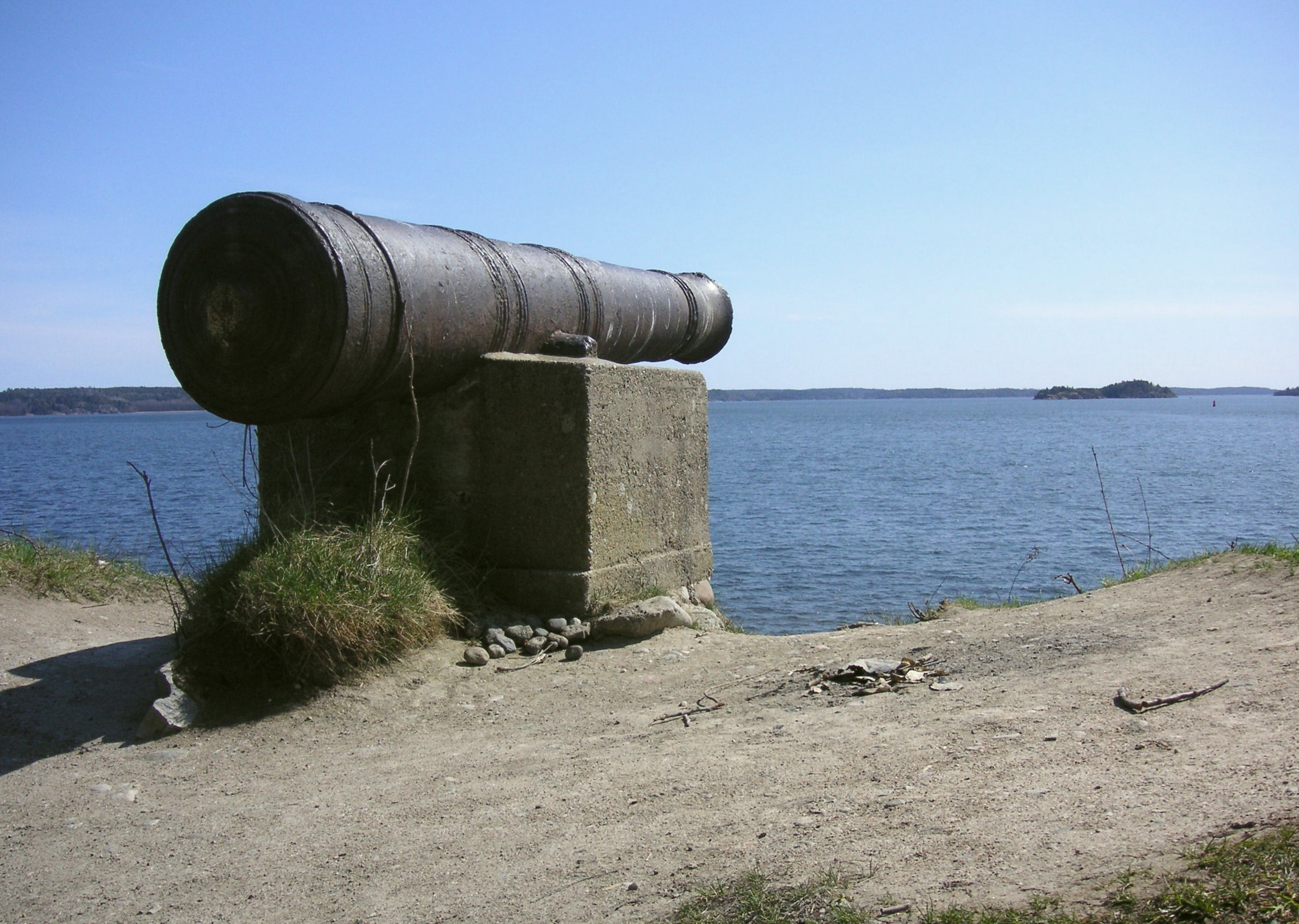
Nässkansens 1600-talskanon

Det finns en rad gårdar i kommunen med lång historia. Hammarby prästgård är en möjlig fornlämning bestående av en bytomt,  gravfält samt en husgrund och en källargrund. Kumla gård var en fornlämning, men är numer borttagen. Längs Aspens naturstig finns både Hågelby gård och Lindhovs gård. Andra gårdar och torp är exempelvis Malmsjö gård, Norsborgs herrgård, Skrävsta gård, Sturehofs slott och Stora Uringe gård.

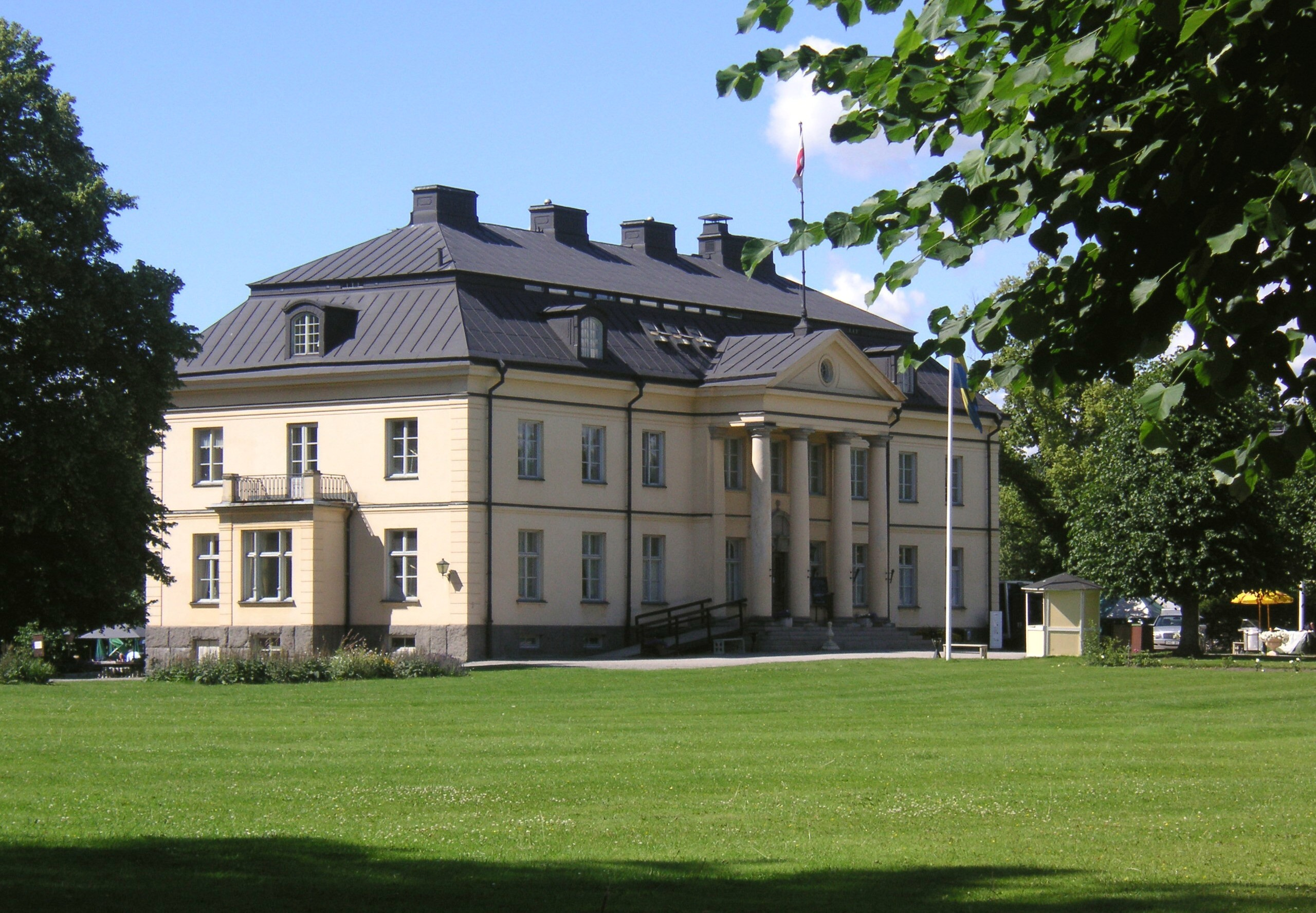
Hågelby gård
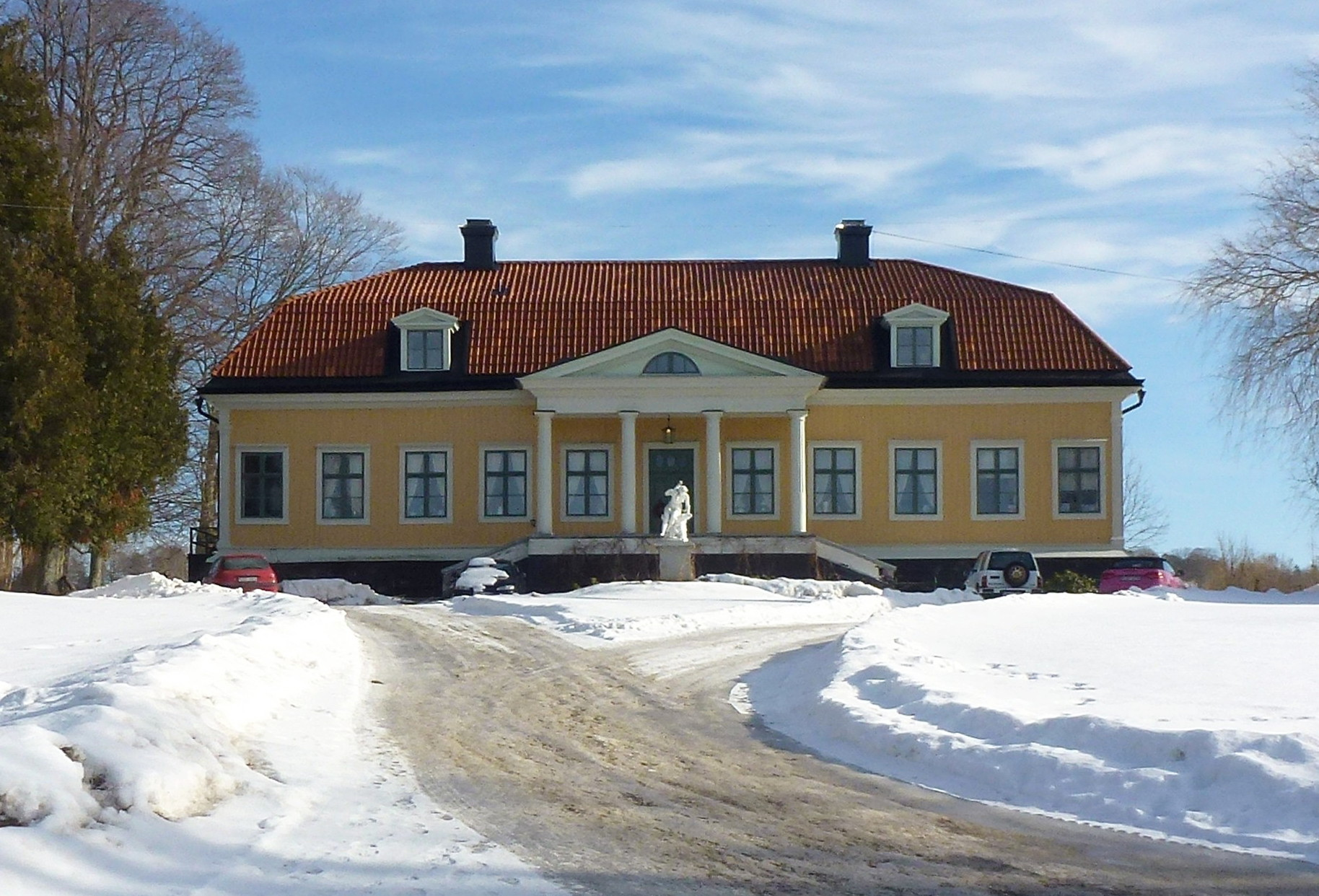
Norsborgs herrgård
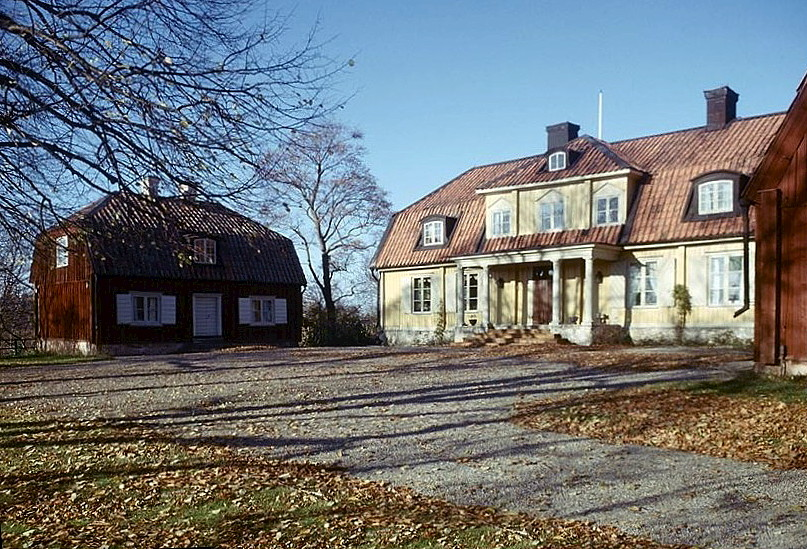
Hallunda gård (foto från 1964)
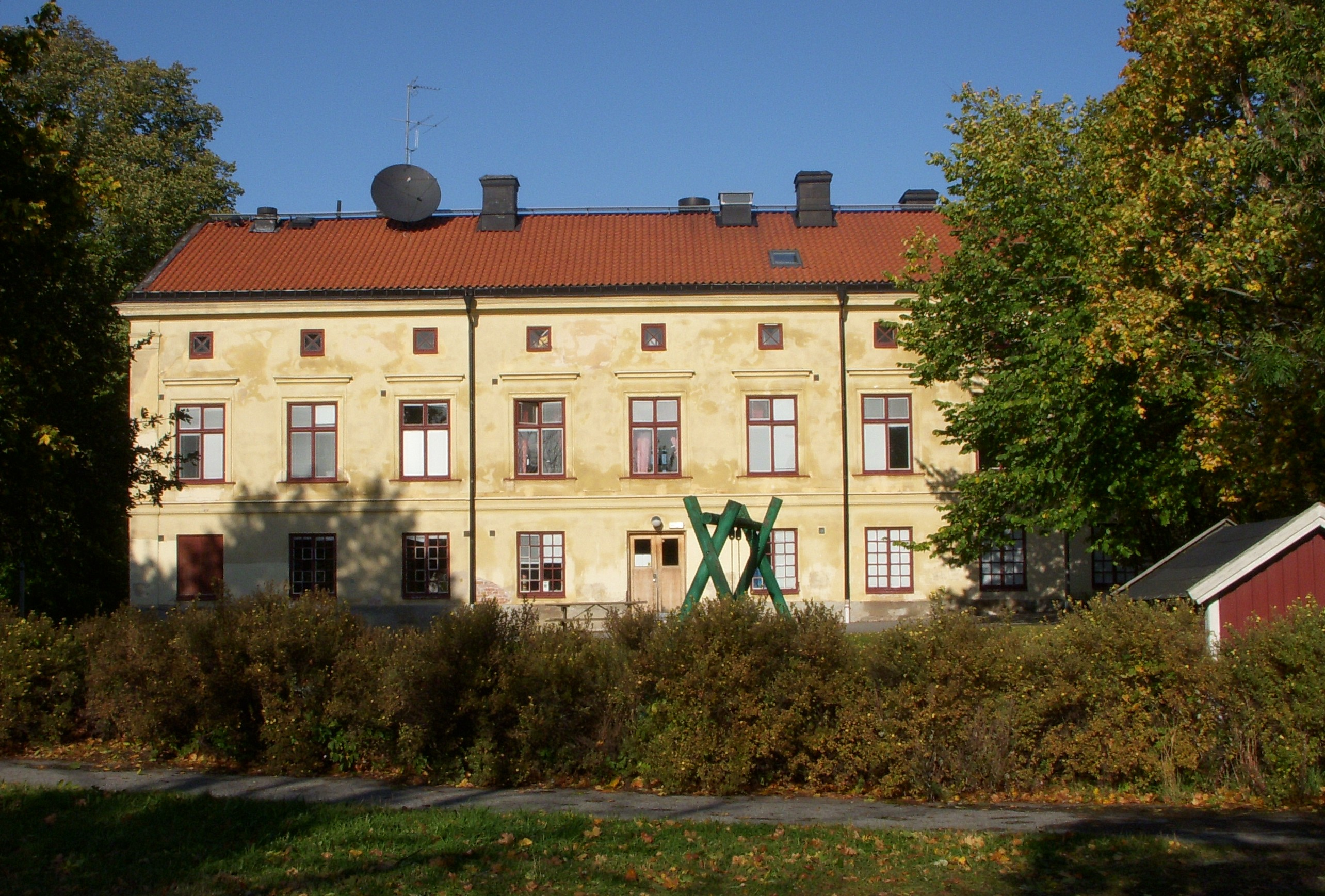
Slagsta gård
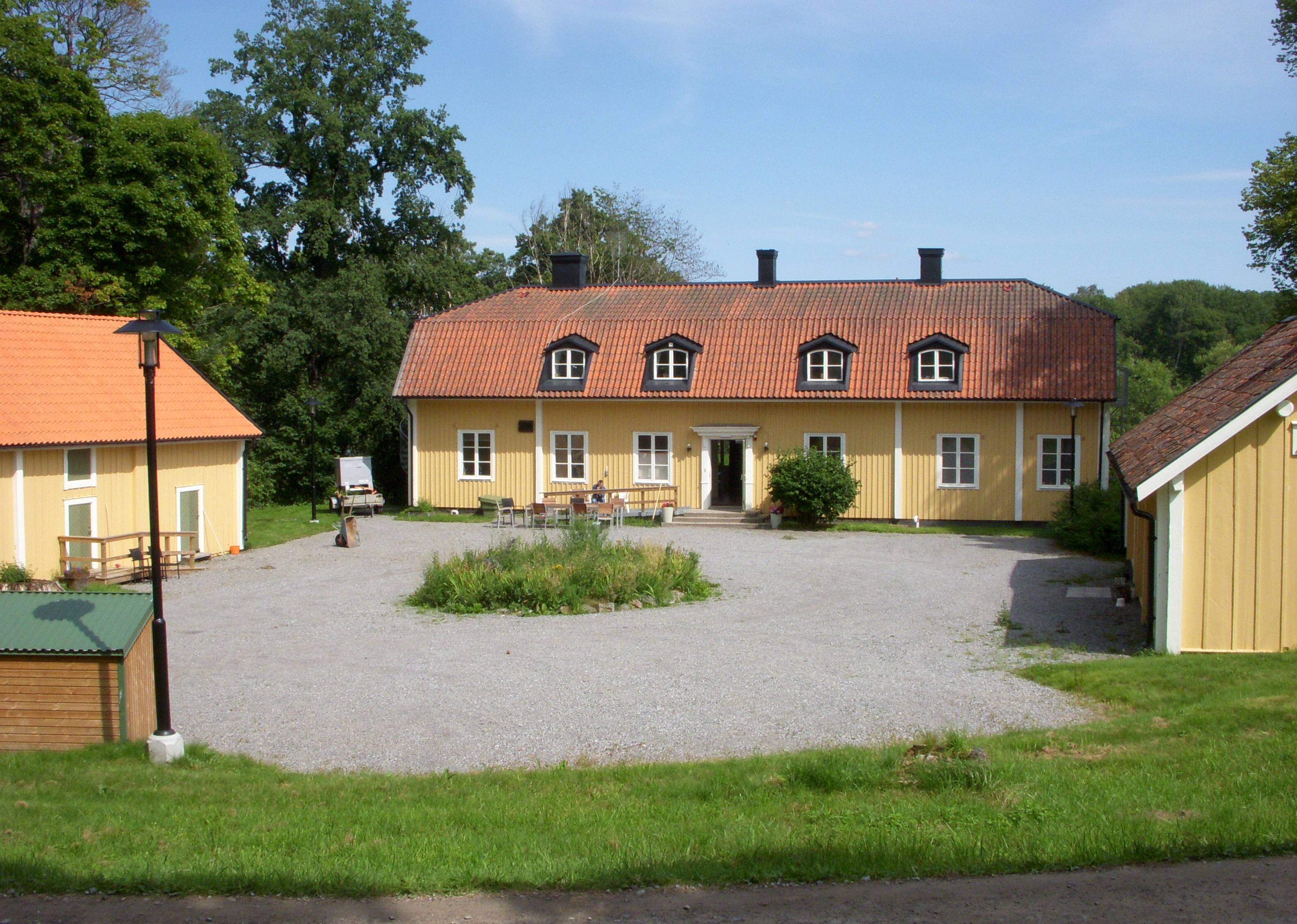
Lindhovs gård
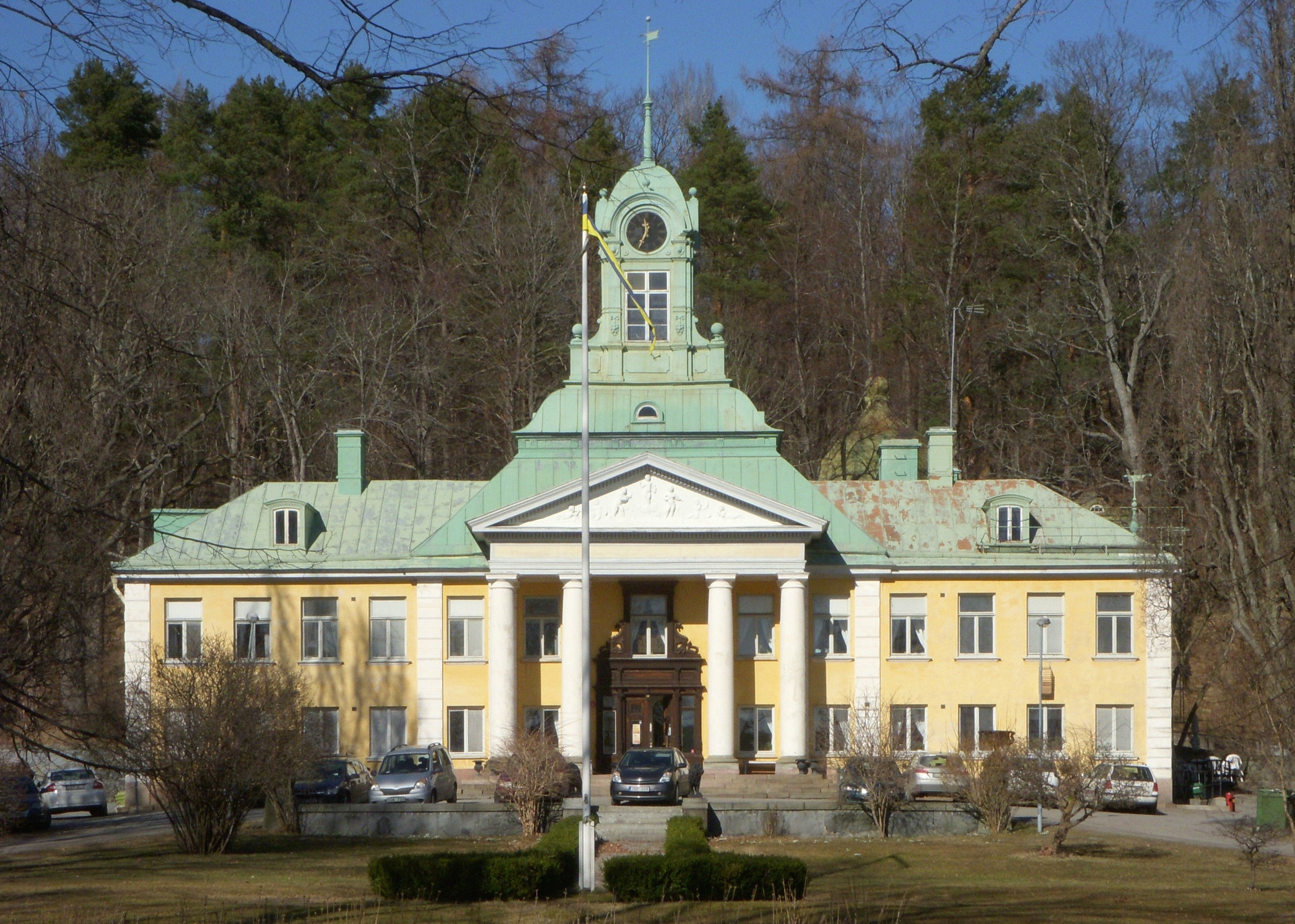
Alby gård
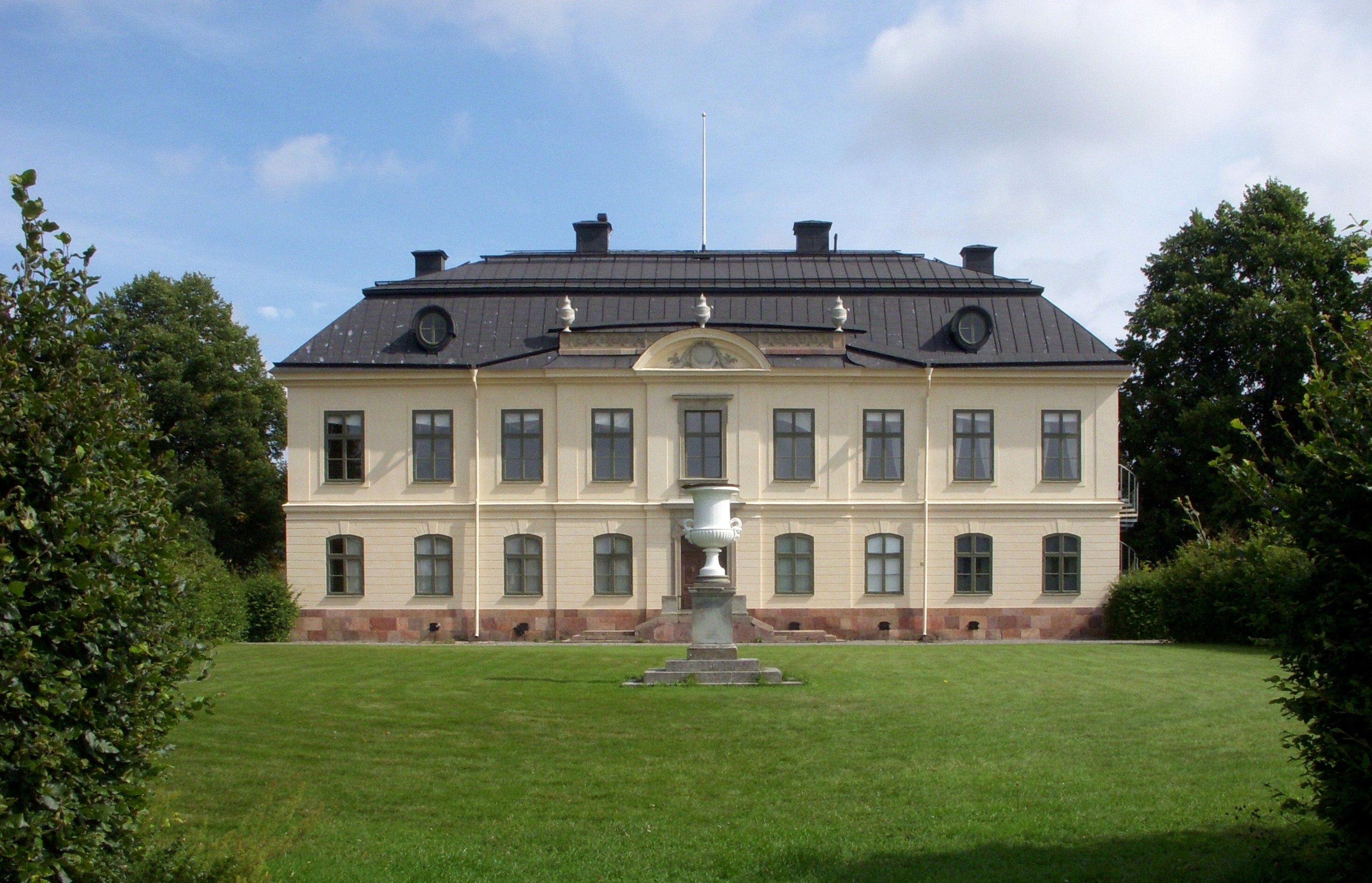
Sturehofs slott
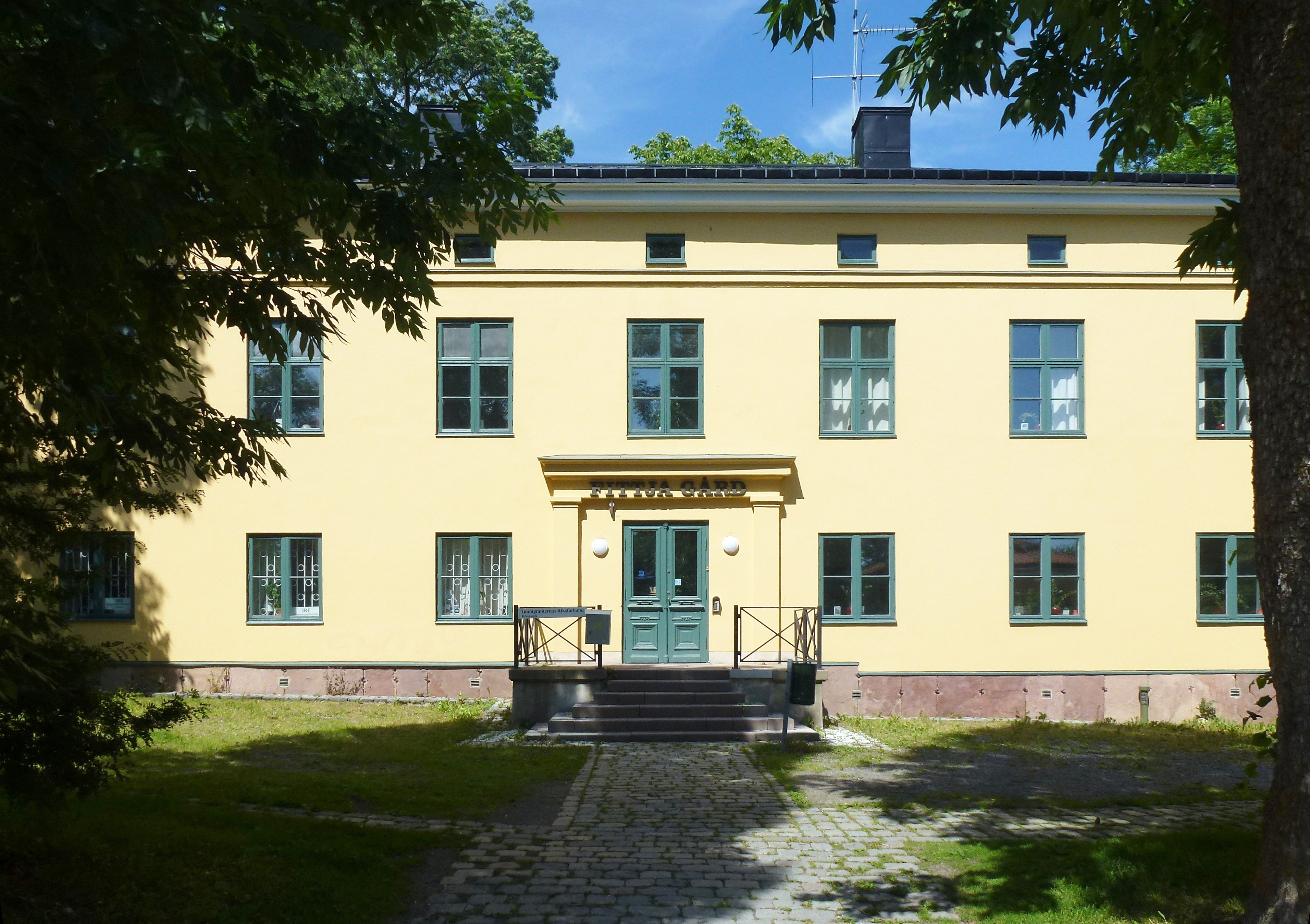
Fittja gård
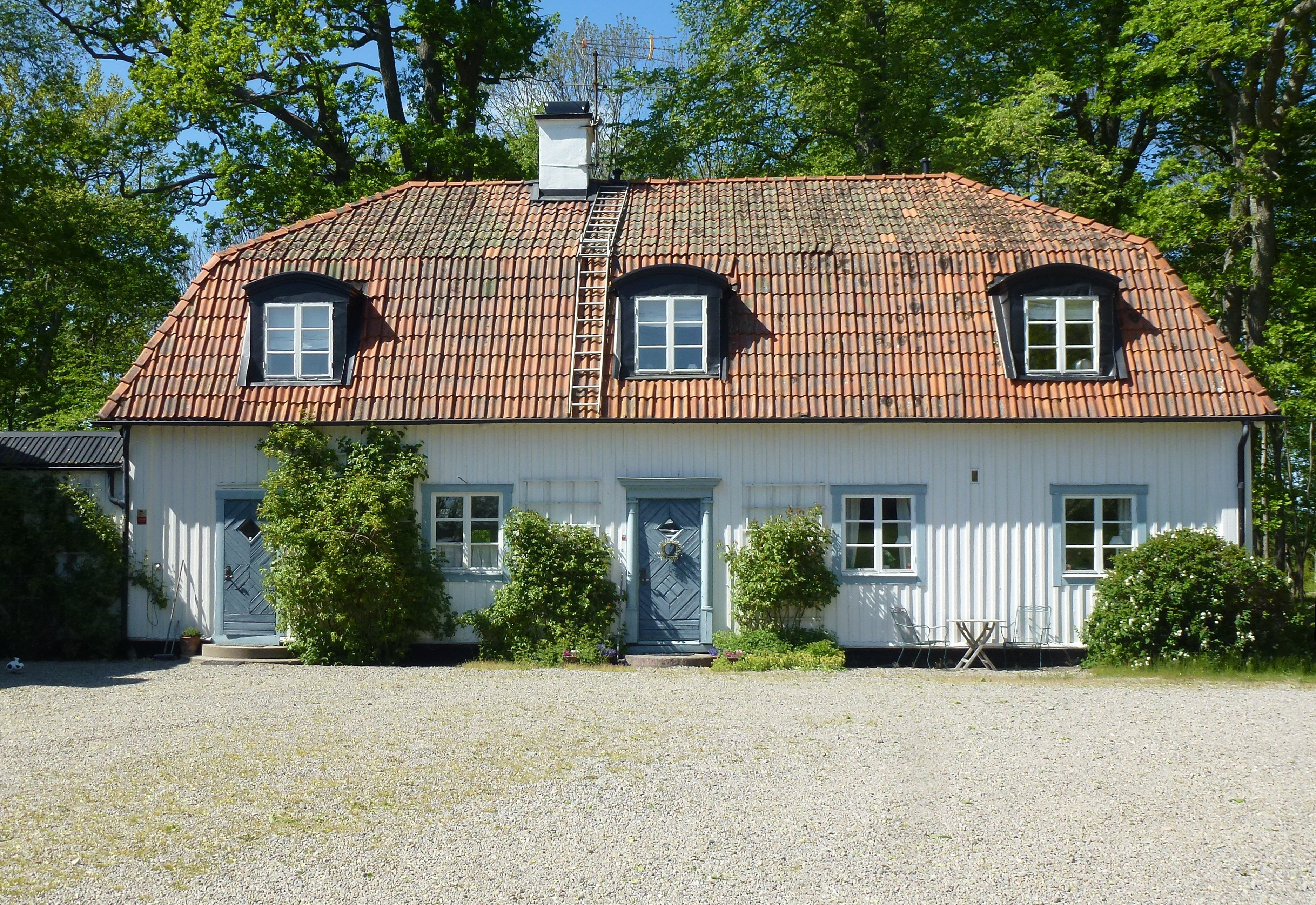
Kagghamra gård
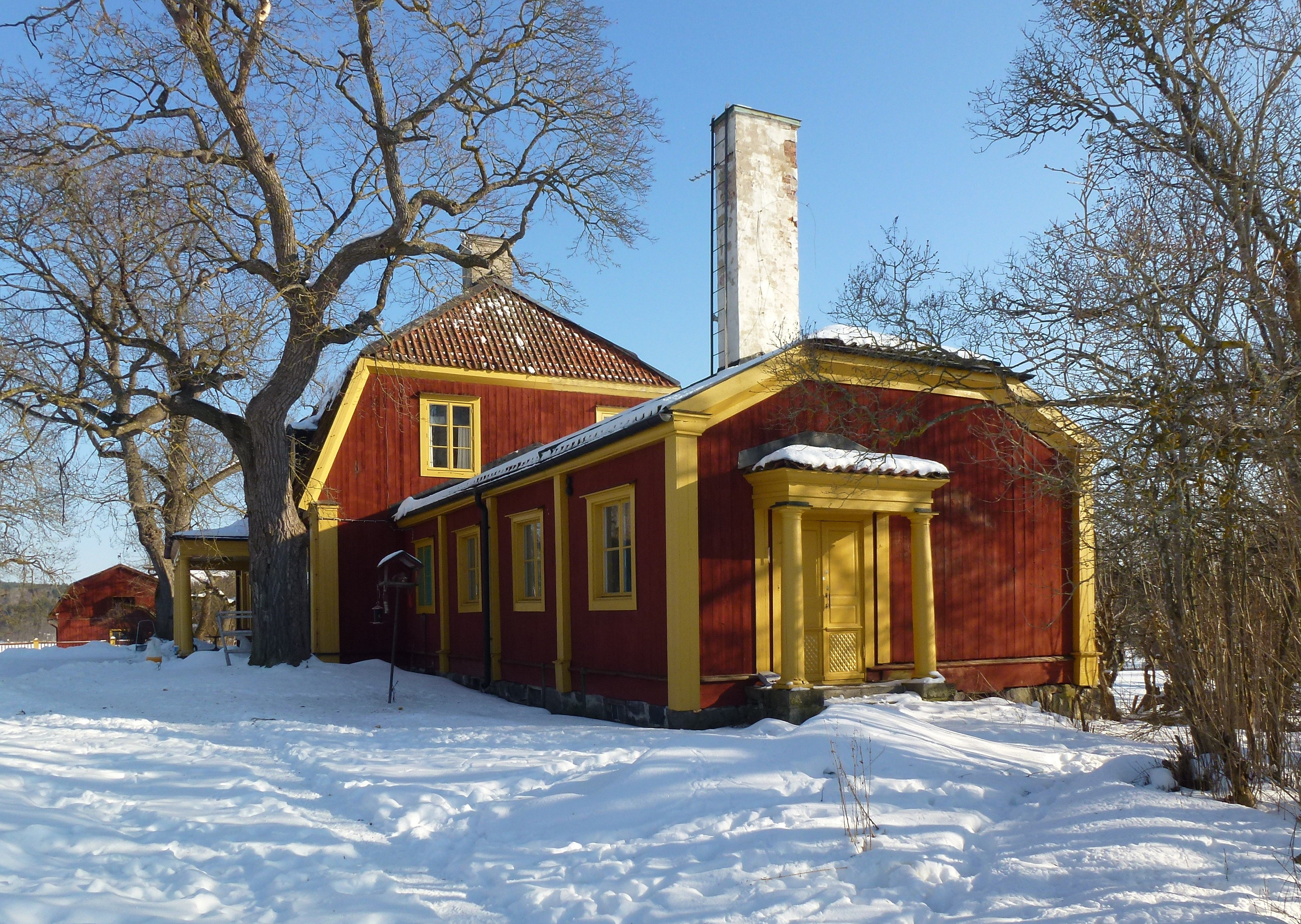
Elvesta gård

### Kommunvapen
Blasonering: I rött fält en stående med gloria försedd Sankt Botvidsbild av guld, hållande i högra handen en yxa och i den vänstra en fisk, båda av silver.
Botkyrka kyrka är helgad åt S:t Botvid, som lär vara begravd där. Därför hamnade han på Botkyrka landskommuns vapen, när ett sådant fastställdes 1954. Initiativ till vapnet togs av Erik Castegren, Pontus Eriksson och Evald Wahlström. Heraldikerämbetet arbetade fram ett förslag till vapenbild tecknad av konstnärinnan Brita Grep, en valvmålning av Sankt Botvid i Ytterlännäs gamla kyrka i Ångermanland och en skulptur från det gamla altarskåpet i Hammarby kyrka var förebild. Vid mitten av 1970-talet fanns planer på att ersätta vapnet. I vardagliga sammanhang ersattes vapnet med ett vågigt B. Efter en lång och het debatt beslutades dock 6 november 1978 att botvidsvapnet skulle fortsätta vara symbol för Botkyrka kommun. I samband med att Salems kommun avknoppades 1983 gjordes en översyn av vapenbilden och en enklare variant togs i bruk i januari 1983.
Det registrerades hos PRV 1974 och återigen 1983, efter det att kommunen delats.

### Sport
I kommunen finns Lida friluftsområde med exempelvis skidbacke, parkour och utegym. Årligen delar kommunen ut stipendier, däribland Botkyrkas idrottsstipendium.
I området finns ett flertal idrottsklubbar inom olika sporter, däribland Balrog oilers (innebandy), Grödinge SK (fotboll och innebandy), IFK Tumba Handboll, IFK Tumba Friidrott, IFK Tumba Hockey, Botkyrka HC (hockey), Arameiska/Syrianska Botkyrka IF (fotboll) och Norsborgs IF (hockey och fotboll).